# Seped-demut
Seped-demut ist der Name des altägyptischen Grenzgottes im Amduat, der nur während des Neuen Reiches belegt ist. Er stellte das Durchfahrtstor der 6. Nachtstunde dar. In der Namensvariante „Seped-demet“ trat er im Neuen Reich Amun als Falke auf.  

„Er (Re) befährt die Straße, ausgestattet mit seiner Barke, er weist...Äcker zu als...Opfer, er gibt...Wasser von ihrem Gewässer beim Durchziehen der Duat, Tag für Tag. Der Name des Tores dieser Stätte ist ‚Der mit scharfen Messern‘.“